# Adolph Frank
Adolph Frank (Klötze, 20 gennaio 1834 – Charlottenburg, 30 maggio 1916) è stato un chimico, ingegnere e imprenditore tedesco.
Fondò l'industria dei fertilizzanti a base di potassio e brevettò il processo Frank-Caro per la produzione del fertilizzante azotato calciocianammide.

## Biografia
Adolph Frank nacque nella città di Klötze, nella Sassonia-Anhalt, in Prussia. Suo padre e suo nonno erano mercanti ebrei che gestivano un emporio. Frank studiò alle scuole medie di Strelitz, ora parte di Neustrelitz, e quindi alla scuola Jacobsohn di Seesen. Quindi, dato che era interessato alla chimica, diventò apprendista presso un farmacista di Osterburg (Altmark). Dal 1855 al 1857 studiò farmacia, scienze naturali e tecnologia all'università di Berlino. Nel 1857 superò con il massimo dei voti l'esame di stato per diventare farmacista. Si guadagnò il denaro necessario a continuare gli studi svolgendo servizi notturni in una farmacia. Nel 1862 conseguì il dottorato in chimica all'università di Gottinga con una tesi sulla produzione dello zucchero. Già in precedenza, nel 1858, mentre lavorava per una fabbrica di zucchero di barbabietola a Staßfurt, aveva ottenuto il suo primo brevetto (metodo di purificazione di succhi di barbabietola con saponi di argilla), cui ne sarebbero seguiti altri. Il suo lavoro era incentrato sull'uso di sali di potassio come fertilizzanti artificiali.
Intorno al 1860 scoprì e iniziò a sfruttare un deposito di sali di potassio presso Staßfurt a Leopoldshall; fondò quindi l'industria tedesca e mondiale dei sali di potassio. Nel 1861 ottenne un brevetto su un fertilizzante a base di cloruro di potassio. Un'ulteriore invenzione fu il metodo per ottenere bromo durante l'estrazione di sale.
Il lavoro nel campo dei fertilizzanti lo portò ad utilizzare scorie Thomas, un fertilizzante fosfatico brevettato da Sidney Gilchrist Thomas. Un altro fertilizzante importante era la calciocianammide. Nel 1890 il chimico Fritz Rothe aveva trovato che il carburo di calcio ad alta temperatura (circa 1100 °C) poteva assorbire azoto formando calciocianammide, ponendo le basi per l'industria dei fertilizzanti azotati e della calciocianammide. Frank, assieme al chimico polacco Nikodem Caro, sviluppò ulteriormente la produzione industriale di calciocianammide, brevettando nel 1899 il processo Frank-Caro. Nello stesso anno Frank, Caro e altri imprenditori fondarono la Cyanidgesellschaft mbH, che sarebbe in seguito diventata Bayrischen Stickstoff-Werke AG (BStW) e poi SKW Trostberg AG presso Trostberg.
Viene attribuito a Frank anche il colore marrone delle bottiglie di birra, introdotto allo scopo di proteggere il contenuto dagli effetti della luce. Assieme a Carl von Linde svolse inoltre ricerche sulla produzione di idrogeno per dirigibili.
Nel 1893 ricevette la medaglia John Scott della città di Filadelfia (Pennsylvania), e nel 1907 la medaglia Liebig dalla Società dei Chimici Tedeschi (Verein Deutscher Chemiker). A Staßfurt, dove ha lavorato, gli sono stati intitolati una strada e una scuola.